# Reitfloh Widersinn
Reitfloh Widersinn, Anagramm für seinen eigentlichen Namen Wilfried Hornstein, (* 22. August 1930 in Wien; † 2. Januar 1995 in Klosterneuburg, Österreich) war ein österreichischer Dichter, insbesondere von Schüttelreimen.

## Leben
Wilfried Hornstein übte nach dem Studium der Musiktheorie an der Hochschule für Musik und darstellende Kunst Wien (Musikuniversität Wien) den Beruf des Steinmetzes aus und wurde als solcher im Jahr 1974 Landesinnungsmeister des Landes Wien und 1975 Bundesinnungsmeister der österreichischen Steinmetzinnung.
Widersinn erachtete die Kunst des Schüttelreimens als eine der traditionellen Lyrik ebenbürtige, wenn nicht gar „lyrischere“, die zu Unrecht als nur humoristische Abwandlung herkömmlichen Dichtens angesehen werde. So sei zum Beispiel die Wendung weniger klingend als eine ähnliche Version mit Doppelreim:
   [ohne]

Er steht am Tor als sich die Sonne wendet

Und blutig ihre letzten Strahlen sendet.

   [mit]

Er steht am Tor als sich die Sonne wendet

Und blutig strahlend letzte Wonne sendet.
Daher findet sich unter den Schüttelreimen Widersinns neben zahlreichen humoristischen Exemplaren und einem den Weltrekord haltenden 16-fachen Schüttelreim (also 31 geschüttelte Versionen des anfänglichen „Schüttelausdrucks“) auch eine geschüttelte Neudichtung von Friedrich Schillers „Die Bürgschaft“, in der er seine These zu beweisen sucht.
Hornsteins reiches Schaffen und seine konzise (= kurz gefasste) Einführung in die Kunst des Schüttelreimens in seinem Band „Schüttelrauher Rüttelschauer“ haben ihm in der Schüttelreimszene auch die Anerkennung von Kollegen wie Manfred Hanke und Sita Steen eingebracht.

## Werke
- Schüttelrauher Rüttelschauer. Verlag Brandstätter, Wien 1994.

## Belege
1. ↑  zitate.eu

| Personendaten    | Personendaten                                         |
| ---------------- | ----------------------------------------------------- |
| NAME             | Widersinn, Reitfloh                                   |
| ALTERNATIVNAMEN  | Hornstein, Wilfried (wirklicher Name)                 |
| KURZBESCHREIBUNG | österreichischer Dichter, insbesondere Schüttelreimer |
| GEBURTSDATUM     | 22. August 1930                                       |
| GEBURTSORT       | Wien                                                  |
| STERBEDATUM      | 2. Januar 1995                                        |
| STERBEORT        | Klosterneuburg                                        |